# Carl Otto Bergenstråhle
Carl Otto Bergenstråhle, född 7 september 1738 i Kristbergs församling, Östergötlands län, död 18 juli 1793 i Söderköping, Östergötlands län, var en svensk brukspatron.

## Biografi
Carl Otto Bergenstråhle föddes 1738 på Nordsjö bruk i Kristbergs socken. Han var son till brukspatronen Nils Bergenstråhle Maria Elisabet De Geer. Bergenstråhle blev brukspatron på Nordsjö bruk och Karlströms bruk i Kristbergs socken. Han avled 1793 vid Söderköpings brunn.

### Familj
Bergenstråhle gifte sig 30 juli 1772 på Malingsbo bruk i Norrbärke socken med Beata Ulrika von Ehrenhem (1749–1815), dotter till kammarherren Carl Gustaf von Ehrenheim och Sara Regina Tersmeden. De fick tillsammans barnen Elisabet Regina Bergenstråhle (1775–1827) som var gift med vice presidenten Adolf Fredrik Sparrsköld, Nils Gustaf Bergenstråhle (1777–1777), kaptenen Carl Ulrik Bergenstråhle (1778–1845) vid svenska armén och Beata Lovisa Bergenstråhle (1782–1848) som var gift med översten Isak Leonhard Hedenstierna.